# Alex Righetti
Alex Righetti (Rimini, 14 agosto 1977) è un allenatore di pallacanestro ed ex cestista italiano.

## Caratteristiche tecniche
Alto 1,98 m per 100 kg, giocava nel ruolo di ala.

## Biografia
È figlio di Alfio Righetti, pugile che sfidò Leon Spinks in una semifinale mondiale.

### Carriera

#### Club

Righetti in azione nel 1998 con la Pepsi Rimini

Cresce cestisticamente nelle giovanili del Basket Rimini, debuttando in prima squadra a 17 anni non ancora compiuti. Con la formazione della sua città natale conquista una promozione nella massima serie nel 1997, per poi debuttare nelle coppe europee ai tempi in cui Rimini era sponsorizzata Pepsi ed essere convocato in nazionale.
Nel 2000 Righetti arriva nella squadra capitolina, la Virtus Roma: in questa stagione conquista la Supercoppa italiana contro la Virtus Bologna, mentre in campionato ha una media di 14,1 punti. Abile tiratore dalla lunetta, conclude l'annata 2001-02 con il 93,3% ai tiri liberi. Nel 2003-04 debutta in Eurolega.
Il rapporto con il sodalizio romano si interrompe solamente nel 2007, con Righetti che ritrova il quintetto base trasferendosi alla Scandone Avellino nell'anno in cui gli irpini vinsero la Coppa Italia. Per un biennio gioca poi con la Virtus Bologna vincendo anche un'EuroChallenge, ma perde gran parte del secondo anno di permanenza poiché la società decide di metterlo fuori rosa per alcuni contrasti legati al contratto.
Nel 2010 disputa un'annata alla Pallacanestro Varese, seguita dall'esperienza alla Juvecaserta. Nel 2013-2014 fa ritorno alla Virtus Roma firmando un contratto annuale. Rimane nella capitale anche l'anno successivo, ma non alla Virtus bensì all'Eurobasket, formazione militante in Serie B comunque legata alla Virtus da un rapporto di collaborazione. Qui Righetti trova l'ex compagno di squadra Davide Bonora nelle vesti di coach.

#### Nazionale
Già convocato in più nazionali giovanili, la sua prima partita con la nazionale maggiore risale al 23 novembre 1998, nell'amichevole di Brescia contro l'Olimpia Milano.
Nel 2001 viene inserito dal CT Boscia Tanjević nella rosa dei dodici convocati per l'Europeo 2001. Al termine della competizione il coach montenegrino lascia ed al suo posto arriva Carlo Recalcati, che continua a convocarlo anche per i campionati europei del 2003 (in cui l'Italia vince la medaglia di bronzo) e quelli del 2005.
Il risultato più prestigioso risale però al 2004, quando Righetti e gli azzurri arrivarono a disputare la finale delle Olimpiadi di Atene, poi persa contro l'Argentina. A seguito di questo risultato viene nominato Grande Ufficiale della Repubblica Italiana insieme al resto della squadra.
Complessivamente con la nazionale maggiore ha disputato 114 partite, segnando 905 punti in totale.

## Palmarès

### Squadra
- EuroChallenge: 1

Virtus Bologna: 2008-09
- Coppa Italia: 1

Scandone Avellino: 2008
- Supercoppa italiana: 1

Virtus Roma: 2000

### Nazionale
- Olimpiadi:
 Atene 2004
- Europei: 
 Svezia 2003